# Schouwen-Duiveland

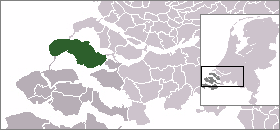
Localização da ilha.

Schouwen-Duiveland é uma ilha formada por delta de rio na província de Holanda do Sul, Países Baixos e também um município da Zelândia. Brouwersdam é uma barragem, parte das Obras do Projeto Delta, entre Schouwen-Duiveland e Goedereede, na parte ocidental de Goeree-Overflakkee, também na província de Holanda do Sul.
Inclui as localidades de Brijdorpe, Brouwershaven, Bruinisse, Burgh, Burghsluis, Den Osse, Dreischor, Elkerzee, Ellemeet, Haamstede, Kerkwerve, Looperskapelle, Moriaanshoofd, Nieuwerkerk, Nieuwerkerke, Noordgouwe, Noordwelle, Oosterland, Ouwerkerk, Renesse, Scharendijke, Schuddebeurs, Serooskerke, Sirjansland, Westenschouwen, Zierikzee e Zonnemaire.

## Personalidades
- Pieter Zeeman (1865-1943), Prémio Nobel de Física de 1902